# 師道立
師道立（1530年—？），字惟心，陝西西安府長安縣民籍，山西平陸縣人，明朝政治人物。

## 生平
嘉靖三十一年（1552年）壬子科陝西鄉試第三十七名舉人。隆慶二年（1568年）中式戊辰科會試第三百四十名，三甲第八十一名進士。官至保宁府通判、贵阳府同知。

## 家族
曾祖師禮，知州；祖父師臯，知府；父師表，縣主簿。母張氏。永感下。弟道斌、道譽、道尊、道崇、道重。